# Ogdens' Nut Gone Flake
Ogdens' Nut Gone Flake is het derde studioalbum van de Britse rockgroep Small Faces. Dit conceptalbum werd op 24 mei 1968 uitgegeven door Immediate Records. Ronnie Lane en Steve Marriott verzorgden de muzikale productie en Glyn Johns was geluidstechnicus van dienst. De bandleden bedachten dat legale marihuana waarschijnlijk Ogdens' Nut Gone Flake zou heten, aldus Lane. De albumtitel en -hoes waren ontleend aan een merk tabak uit de negentiende eeuw, Ogdens' Nut-brown Flake. De elpee werd verpakt in een ronde hoes, die het uiterlijk had van een tinnen tabaksdoos.
Het album werd een nummer één-hit in het Verenigd Koninkrijk. Drie van de liedjes werden als singles uitgebracht: "Lazy Sunday" (5 april 1968), "Afterglow (Of Your Love)" (7 maart 1969) en "Mad John" (1969, alleen in de Verenigde Staten). Het album wordt beschreven in het boek 1001 Albums You Must Hear Before You Die.
Het openingsnummer, "Ogdens' Nut Gone Flake", werd in 2011 gebruikt in de trailer van het videospel Grand Theft Auto V.

## Tracklist
| Nr. | Titel                      | Schrijver(s)                   | Duur |
| --- | -------------------------- | ------------------------------ | ---- |
| 1.  | Ogdens' Nut Gone Flake     | Marriott, Lane, McLagan, Jones | 2:26 |
| 2.  | Afterglow (Of Your Love)   | Marriott, Lane                 | 3:31 |
| 3.  | Long Agos and Worlds Apart | McLagan                        | 2:35 |
| 4.  | Rene                       | Marriott, Lane                 | 4:29 |
| 5.  | Song of a Baker            | Marriott, Lane                 | 3:15 |
| 6.  | Lazy Sunday                | Marriott, Lane                 | 3:05 |

| Nr. | Titel               | Schrijver(s)                   | Duur |
| --- | ------------------- | ------------------------------ | ---- |
| 1.  | Happiness Stan      | Marriott, Lane                 | 2:35 |
| 2.  | Rollin' Over        | Marriott, Lane                 | 2:50 |
| 3.  | The Hungry Intruder | Marriott, Lane, McLagan        | 2:15 |
| 4.  | The Journey         | Marriott, Lane, McLagan, Jones | 4:12 |
| 5.  | Mad John            | Marriott, Lane                 | 2:48 |
| 6.  | HappyDaysToyTown    | Marriott, Lane, McLagan        | 4:17 |

## Musici
- Kenney Jones - drums
- Ronnie Lane - basgitaar, zang
- Steve Marriott - gitaar, zang
- Ian McLagan - gitaar, orgel, zang
- Stan Unwin - zang